# Elphos nimia
Elphos nimia är en fjärilsart som beskrevs av Louis Beethoven Prout 1925. Elphos nimia ingår i släktet Elphos och familjen mätare. Inga underarter finns listade i Catalogue of Life.